# Институт исконных языков Финляндии
Институт исконных языков Финляндии (фин. Kotimaisten kielten keskus, Kotus, швед. Institutet för de inhemska språken, цыг. Finnosko tšimbengo instituutos, северносаам. Ruovttueatnan gielaid guovddáš, колтта-саам. Dommjânnmlaž ǩiõli kõõskõs, инари-саам. Päikkieennâm kielâi kuávdáš) — исследовательский центр при Министерстве образования и культуры Финляндии, занимающийся вопросами изучения и кодификации государственных и официальных языков Финляндии: финского, шведского, карельского, разных диалектов саамского языка, цыганского и финского жестового языка. Институт проводит исследовательскую работу, составляет словари и электронные корпусы языков, отвечает за выработку языковых норм и стандартов, формулирует официальные рекомендации по вопросам культуры речи и топонимики и осуществляет языковое планирование.

## История
Институт был создан в 1976 году под названием «Исследовательский центр исконных языков» (фин. Kotimaisten kielten tutkimuskeskus) в результате объединения и реорганизации нескольких небольших исследовательских организаций, среди которых были научный архив «Финский род» (фин. Suomen suku), агентство современного финского языка (фин. Nykysuomen laitos), Словарного фонда (фин. Sanakirjasäätiö) и Фонда финской ономастики (фин. Suomen nimiarkiston säätiö). В исследовательском центре также появился центр шведского языка (швед. Språkvård) со своим диалектологическим и ономастическим отделом. Большую роль в создании Института исконных языков сыграл финноугровед Лаури Пости, занимавший в то время пост министра образования. Руководителями института в разное время были Эско Койвусало, Туомо Туоми, Паули Саукконен, Пиркко Нуолиярви. Сегодня институтом руководит профессор Улла-Майя Форсберг. Институт получил своё современное название в 2012-м.

## Организационная структура
- Отдел культуры речи (фин. kielenhuolto-osasto).
- Отдел шведского языка (фин. ruotsin kielen osasto).
- Словарный отдел (фин. sanakirjaosasto).
- Информационный отдел (фин. tietohallintoyksikkö).
- Административный отдел (фин. hallintoyksikkö).
- Отдел развития (фин. kehittämisyksikkö).